# Osleidys Menéndez
Osleidys Menéndez Sáez (Matanzas, 14 novembre 1979) è un'ex giavellottista cubana, campionessa olimpica e mondiale della specialità.

## Biografia
Ha ottenuto due titoli mondiali di specialità nel 2001 e nel 2005 e l'alloro olimpico ad Atene 2004.

## Record nazionali

### Seniores
- Lancio del giavellotto: 71,70 m ( Helsinki, 14 agosto 2005)

## Palmarès
| Anno | Manifestazione      | Sede           | Evento                 | Risultato | Prestazione | Note                                     |
| ---- | ------------------- | -------------- | ---------------------- | --------- | ----------- | ---------------------------------------- |
| 1997 | Campionati CAC      | San Juan       | Lancio del giavellotto | Oro       | 63,08 m     |                                          |
| 1997 | Mondiali            | Atene          | Lancio del giavellotto | 7ª        | 63,76 m     |                                          |
| 1998 | Mondiali juniores   | Annecy         | Lancio del giavellotto | Oro       | 68,17 m     |                                          |
| 1998 | Giochi CAC          | Maracaibo      | Lancio del giavellotto | Argento   | 62,06 m     |                                          |
| 1999 | Giochi panamericani | Winnipeg       | Lancio del giavellotto | Oro       | 65,85 m     |                                          |
| 1999 | Mondiali            | Siviglia       | Lancio del giavellotto | 4ª        | 64,61 m     |                                          |
| 2000 | Giochi olimpici     | Sydney         | Lancio del giavellotto | Bronzo    | 66,18 m     |                                          |
| 2001 | Mondiali            | Edmonton       | Lancio del giavellotto | Oro       | 69,53 m     | Record dei campionati                    |
| 2001 | Universiade         | Pechino        | Lancio del giavellotto | Oro       | 69,82 m     |                                          |
| 2003 | Giochi panamericani | Santo Domingo  | Lancio del giavellotto | Bronzo    | 60,20 m     |                                          |
| 2003 | Mondiali            | Parigi         | Lancio del giavellotto | 5ª        | 62,19 m     |                                          |
| 2004 | Giochi olimpici     | Atene          | Lancio del giavellotto | Oro       | 71,53 m     | Record olimpico                          |
| 2005 | Mondiali            | Helsinki       | Lancio del giavellotto | Oro       | 71,70 m     | Record mondiale                          |
| 2007 | Giochi panamericani | Rio de Janeiro | Lancio del giavellotto | Oro       | 62,34 m     |                                          |
| 2008 | Giochi olimpici     | Pechino        | Lancio del giavellotto | 5ª        | 63,35 m     |                                          |
| 2009 | Campionati CAC      | L'Avana        | Lancio del giavellotto | Argento   | 58,69 m     |                                          |
| 2009 | Mondiali            | Berlino        | Lancio del giavellotto | 6ª        | 63,11 m     | Miglior prestazione personale stagionale |

## Altre competizioni internazionali
1998
- 5ª alle IAAF Grand Prix Final ( Mosca), lancio del giavellotto - 63,78 m

2000
- Bronzo alle IAAF Grand Prix Final ( Doha), lancio del giavellotto - 65,79 m

2002
- Oro alle IAAF Grand Prix Final ( Parigi), lancio del giavellotto - 65,69 m
- Oro in Coppa del mondo ( Madrid), lancio del giavellotto - 64,41 m

2004
- Oro alle IAAF World Athletics Final ( Monaco), lancio del giavellotto - 66,20 m

2005
- Oro alle IAAF World Athletics Final ( Monaco), lancio del giavellotto - 67,24 m

2009
- 5ª alle IAAF World Athletics Final ( Salonicco), lancio del giavellotto - 59,93 m